# احمد وائلی
دکتر احمد وائلی (۲۰۰۳–۱۹۲۸) دانشمند مذهبی، خطیب، شاعر و ادیب عراقی بود.

## زندگی و تحصیلات
وی در یکم سپتامبر ۱۹۲۸ در نجف دیده به جهان گشود. مدرک دکتری خود را از دانشگاه الازهر کسب نمود. اما آنچه بیش از همه موجب شهرت او شد، سخنرانی‌های او در منابر به عنوان یک روحانی مذهبی بود. احمد وائلی از چهارده سالگی منبری شد تا تبدیل به مشهورترین روحانی روضه خوان عصر حاضر (در بین عرب‌های شیعه) شود. سبک علمی منبر او از آنجا که تحصیلات آکادمیک داشت همه را مبهوت خود نموده بود.

## تحصیلات

### حوزوی
احمد وائلی در حوزه علمیه نجف به تحصیل علوم دینی پرداخت و از درس سید محمد تقی حکیم، علی کاشف الغطا، محمد رضا مظفر و محمد تقی ایروانی بهره برد و در مرحله درس خارج فقه و اصول نیز نزد سید ابوالقاسم خویی و سید محسن حکیم و محمد باقر صدر کسب علم کرد.

### کلاسیک
وی پس از اتمام تحصیلات مقدماتی، در دانشکده فقه در رشته زبان عربی و علوم اسلامی ادامه تحصیل داد و در سال ۱۹۶۲م مدرک کارشناسی گرفت و سپس به معهد الدراسات الاسلامیه وابسته به دانشگاه بغداد رفت و در سال ۱۹۶۹م در رشته علوم اسلامی، کارشناسی ارشد دریافت کرد. او برای تکمیل تحصیلات خود به دانشکده دارالعلوم در دانشگاه قاهره رفت و در سال ۱۹۷۲م در مقطع دکتری فارغ‌التحصیل شد و همزمان در المعهد العالی للبحوث والدراسات العربیة وابسته به دانشگاه الدول العربیة درس اقتصاد خواند.

## فعالیت تبلیغی-سیاسی
احمد وائلی از ۱۴ سالگی بر منبر رفت و به سخنرانی دینی پرداخت و پس از مدتی به خطیبی مشهور تبدیل شد. ویژگی سخنرانی‌های او، پرداختن به موضوعات گوناگون علمی مرتبط با مسائل جامعه بود. او در عین پای‌بندی به اصول دینی، نوآوری داشت و شیوه خاص او در خطابه الگویی برای دیگران شد. او ذوق شعری نیز داشت و دربارهٔ اهل بیت و موضوعات سیاسی و اجتماعی شعر می‌سرود و توانست از رهگذر شعر بر جریانات وامور سیاسی واجتماعی تأثیر گذارد. وائلی در حوادث متعدد سیاسی عراق و به عناوین مختلف شعر گفته‌است مانند قصیده «خواب‌های کاذب» درمورد سوسیالیست‌ها وشعارهای آنان، قصیده «با رودخانه تایمز» دربارهٔ اشغال عراق به‌دست بریتانیا و قصیده «بغداد» دربارهٔ اوضاع نابسامان عراق در سایه حکومت حزب بعث و همچنین قصاید دیگری دربارهٔ فلسطین ودیگر مشکلات جهان عرب و مسلمانان. او پس از آنکه وضع سیاسی عراق در سال ۱۹۷۸ برایش خطر آفرین شد، از عراق هجرت کرد. و مدت ۲۳ سال در سوریه، ایران، کشورهای حوزه خلیج فارس و اروپا به فعالیت خود ادامه داد. پس از سقوط حکومت صدام در سال ۲۰۰۳م وائلی به عراق بازگشت و ۱۰ روز پس از ورودش به عراق از دنیا رفت.

## تألیفات
هویة التشیع
نحو تفسیر علمی للقرآن الکریم
دفاع عن الحقیقة
تجاربی من المنبر
من فقه الجنس فی قنواته المذهبیة
أحکام السجون بین الشریعة والقانون
استغلال الأجیر وموقف الإسلام منه
دیوان اشعار

## چند آلبوم از سخنرانی‌های مشهور
قصائد وأشعار
محرم الحرام ۱۴۰۲ه‍
محرم الحرام ۱۴۲۲ه‍
مع المعصومین (علیهم السلام)

## درگذشت
شیخ احمد وائلی سرانجام در ۱۳ جولای ۲۰۰۳ در شهر نجف، به دلیل بیماری سرطان چشم از جهان فروبست. او بدست آیت الله شیخ محمد جواد خالصی فرزند شیخ محمد خالصی در غسالخانه شهر کاظمین غسل و کفن گردید.

## مدفن
وائلی در کنار آرامگاه کمیل بن زیاد به خاک سپرده شد.